# Marcelo Ríos
Marcelo Andrés Ríos Mayorga (Santiago, 26 december 1975) is een voormalig professioneel tennisser uit Chili. Zijn loopbaan duurde exact tien jaar: van 1994 tot en met 2003. Hij werd geboren in de Chileense hoofdstad Santiago als tweede kind in het gezin Ríos, en begon op zijn elfde met tennis. Zijn vader, Jorge Ríos, is een ingenieur die houdt van golf en zijn moeder, Alicia, een huisvrouw/leerkracht die houdt van tennis. Hij heeft één oudere zus: Paula.

## Loopbaan
Ríos won als junior het US Open in 1993, bereikte de halve finale der junioren op Roland Garros en sloot dat jaar ook af als de nummer een bij de junioren. Vervolgens werd hij prof. Hij is een van de vijf spelers die zowel nummer een waren bij de junioren als bij de senioren, net als Ivan Lendl (1978/1983), Stefan Edberg (1983/1990), Andy Roddick (2000/2003) en Roger Federer (1998/2004).
Ríos zou, toen hij in 1998 die positie verwierf, de eerste (en tot nu toe enige) mannelijke speler worden die dat presteerde zonder in zijn profcarrière een grandslamtoernooi te winnen. Ivan Lendl deed dat ook in 1983, maar won daarna nog wel acht grandslamtitels.
Ríos verkreeg die nummer-eenpositie na zijn overwinning op Andre Agassi in de finale van het Amerikaanse toptoernooi van Key Biscayne: de Miami Masters. Hij was de eerste Latijns-Amerikaanse speler die daarin slaagde. In totaal stond hij zes weken op de bovenste ladder van de ranglijst.
De Chileen heeft in zijn carrière achttien enkelspeltitels op zijn naam geschreven, waaronder vijf ATP Masters Series-titels: Monte Carlo in 1997; Indian Wells, Miami en Rome in 1998 en ten slotte Hamburg in 1999. Op zijn palmares in het dubbelspel staat één titel: die van Amsterdam.
In zijn loopbaan als proftennisspeler sloeg hij een slordige 9.713.771 US dollar aan prijzengeld bijeen.
Rios stond bekend als zowel een buitengewoon getalenteerde als controversiële speler. Door zijn natuurlijke slagen, soepele beweging en goede spreiding in combinatie met zijn linkshandige spel was hij in staat om op goede dagen vele opponenten te declasseren. Vaak gebeurde dat echter niet omdat hij dit niveau (mentaal) niet altijd op kon brengen. Daarnaast werd hij regelmatig geplaagd door blessures (zijn carrière eindigde dan ook voortijdig met een rugblessure).
Controversieel was hij door onhandige uitspraken, beschuldigingen van mensen van misdragingen (ook buiten het tennis) en diskwalificaties. Zo "won" hij de Prix Citron, een prijs van de Franse pers voor de meest onaangename tennisspeler, vijfmaal: een record.

## Resultaten grandslamtoernooien
| Legenda | Legenda                          |
| ------- | -------------------------------- |
| g.t.    | geen toernooi gehouden           |
| l.c.    | lagere categorie                 |
| –       | niet deelgenomen                 |
| G       | uitgeschakeld in de groepsfase   |
| 1R      | uitgeschakeld in de eerste ronde |
| 2R      | uitgeschakeld in de tweede ronde |
| 3R      | uitgeschakeld in de derde ronde  |
| 4R      | uitgeschakeld in de vierde ronde |
| KF      | uitgeschakeld in de kwartfinale  |
| HF      | uitgeschakeld in de halve finale |
| F       | de finale verloren               |
| W       | het toernooi gewonnen            |
| w-v     | winst/verlies-balans             |

### Enkelspel
| Toernooi        | 1994 | 1995 | 1996 | 1997 | 1998 | 1999 | 2000 | 2001 | 2002 | 2003 |
| --------------- | ---- | ---- | ---- | ---- | ---- | ---- | ---- | ---- | ---- | ---- |
| Australian Open | –    | –    | 1R   | KF   | F    | –    | –    | 1R   | KF   | –    |
| Roland Garros   | 2R   | 2R   | 4R   | 4R   | KF   | KF   | 1R   | 2R   | –    | 1R   |
| Wimbledon       | –    | 1R   | –    | 4R   | 1R   | –    | –    | –    | –    | –    |
| US Open         | 2R   | 1R   | 2R   | KF   | 3R   | 4R   | 3R   | 3R   | 3R   | –    |

### Mannendubbelspel
Ríos speelde op een grandslamtoernooi nooit in het dubbelspel.